# Горки (Большесельский район)
В Большесельском районе три деревни с таким названием. Ещё две деревни находятся в Благовещенском сельском поселении: одна деревня Горки расположена на притоке Черёмухи Языковке, другая деревня Горки расположена на западной окраине Варегова болота.
Горки — деревня в Большесельском сельском поселении Большесельского района Ярославской области.
Деревня Горка указана на плане Генерального межевания Рыбинского уезда 1798 года.

## Население
По данным статистического сборника «Сельские населенные пункты Ярославской области на 1 января 2007 года», в деревне Горки проживает 10 человек. По топокарте на 1981 год в деревне проживало 0,03 тыс. человек.

## География
Деревня расположена в центре района, на расстоянии около 1 км к востоку от районного центра Большое Село. Она стоит на левом восточном берегу речки Курбица, которая течет с севера на юг, вытекая из Дуниловского болота и впадает справа в Юхоть на расстоянии 1 км к югу от Горок. Деревня стоит между двумя автомобильными дорогами, на расстоянии около 500 м от каждой. С юга проходит дорога, связывающая Большое Село с Ярославлем, а с севера проходит дорога из Большого Села через посёлок Лом выходящая к федеральной трассе Р151 между Тутаевым и Рыбинском. На противоположном берегу Курбицы стоит деревня Сельцо. Выше по течению, при пересечении Курбицы дорогой на Лом по обоим берегам реки стоит деревня Никольское.